# Ленино (Архангельская область)
Ле́нино — деревня в Плесецком районе Архангельской области. Входит в состав муниципального образования Федовское сельское поселение.

## География
Деревня находится на западе области, на берегу реки Моша в 3 км от места её впадения в Онегу, в 1 км к северу от села Федово и в 41 км к юго-западу от Плесецка.
На юге вблизи села находится мост через Мошу на автодороге 11Р-001 (Каргополь — Мирный).

## История и население
По данным Олонецкого Губернского Статистического комитета в 1905 годудеревня именовалась «Ленина» и входила в состав Федовского общества Богдановской волости Каргопольского уезда.
|      | Число домов | Кол.семей | Число жителей | Число жителей | Всего |
| ---- | ----------- | --------- | ------------- | ------------- | ----- |
|      |             |           | мужчин        | женщин        |       |
| 1894 | 23          |           | 72            | 59            | 131   |
| 1905 | 24          | 25        | 76            | 71            | 147   |
| 2002 |             |           |               |               | 13    |
| 2010 |             |           |               |               | 12    |
| 2012 |             |           |               |               | 10    |

В 1905 году население деревни — только крестьяне.
Количество скота: лошадей — 25, коров — 30, прочего скота — 24.